# Hạnh Sơn
Hạnh Sơn là một xã thuộc thị xã Nghĩa Lộ, tỉnh Yên Bái, Việt Nam.

## Địa lý
Xã Hạnh Sơn nằm ở phía nam thị xã Nghĩa Lộ, có vị trí địa lý:
- Phía đông giáp xã Thanh Lương và xã Thạch Lương với ranh giới là ngòi Thia
- Phía tây giáp xã Nghĩa An và huyện Trạm Tấu
- Phía nam giáp xã Phúc Sơn
- Phía bắc giáp xã Nghĩa An.

Xã Hạnh Sơn có diện tích 7,47 km², dân số năm 2019 là 5.472 người, mật độ dân số đạt 733 người/km².

## Lịch sử
Trước đây, xã Hạnh Sơn thuộc huyện Văn Chấn.
Ngày 10 tháng 1 năm 2020, Ủy ban Thường vụ Quốc hội ban hành Nghị quyết số 871/NQ-UBTVQH14 về việc sắp xếp các đơn vị hành chính cấp huyện, cấp xã thuộc tỉnh Yên Bái (nghị quyết có hiệu lực từ ngày 1 tháng 2 năm 2020). Theo đó, chuyển toàn bộ diện tích và dân số của xã Hạnh Sơn về thị xã Nghĩa Lộ.